# Избыточное образование
Избы́точное образова́ние (англ. overeducation) — снижение ценности высшего образования за счёт перенасыщения рынка труда выпускниками определённых специализаций высших учебных заведений. За счёт этого высококвалифицированные специалисты вынуждены занимать должности, не требующие высокого уровня подготовки.

## Характеристика
Феномен избыточного образования влияет на систему социально-трудовых отношений, способствует появлению девальвации дипломов на рынке труда и прекаризации высококвалифицированных специалистов. Обособленное развитие системы образования в России (в отрыве от государственного развития страны) привело к перепроизводству выпускников высшей школы, что определило проблему избыточного образования не только на микроуровне, но и на макроуровне, а также влияние на благосостояние как конкретного индивида, так и общества в целом. Работодатели, наблюдая целый ряд молодых специалистов с высоким уровнем образования, предлагают претендентам должности, которые на самом деле не требуют наличия высшего образования (поэтому в России немало, например, в супермаркетах кассиров и продавцов с высшим образованием), то есть существует обратная корреляция между образовательным уровнем и лёгкостью трудоустройства. При этом трудоустройство на работу, не связанную с полученной специальностью, становится явной проблемой, ведущей молодёжь в группу нестабильно занятых.
Уровень избыточного образования выше среди молодёжи. При этом если уровень образования растёт в сравнении с требованием к образованию на рынке труда, то высокообразованные кадры вытесняют менее образованных, и фактор избыточного образования растёт. Высокая должность, продолжительность рабочего дня и срок работы в одной компании снижают фактор избыточного образования. Избыточное образование может оставаться перманентной проблемой, если структура труда не реагирует на изменения в предложении образованных кадров. В этом случае доход зависит и от работников, и от характеристики рабочих мест.
По прогнозам Джоша Дэвиса, руководителя Центра развития трудовой этики в Денвере, к концу текущего десятилетия более 40 % новых рабочих мест будет находиться в сегменте «средних навыков», то есть требовать больше компетенций, чем есть у выпускника средней школы, но меньше, чем владеют выпускники университетов.

## Проблема по странам
В России наблюдается диссонанс во взаимоотношениях рынка труда и рынка образовательных услуг. Это выражается в перепроизводстве высшими учебными заведениями кадров для тех секторов российского рынка труда, где очевидно его насыщение. Также, осуществляя выбор, работодатель в большинстве случаев плохо представляет себе различия между ступенями обучения Болонской системы. Чаще всего предпочтение отдаётся самой высокой ступени — магистрам, хотя требования к занимаемой позиции, как правило, вполне соответствуют уровню бакалавра или специалиста.
При этом работодатели предъявляют завышенные требования к соискателям на должности, где наличие высшего образования не нужно вовсе, что ограничивает возможности трудоустройства людей со средним образованием. Такой перекос также может объясняться низким уровнем полного среднего образования.
Существующая проблема описана ещё в 1970-е годы советским социологом В. Н. Шубкиным, отметившим, что, чем меньше востребованы специалисты той или иной области на рынке труда, тем больше конкурс в вузах на эти специальности.
Результаты исследования Boston Consulting Group и WorldSkills показали, что каждый четвёртый россиянин находится «не на своём месте» и выполняет работу, для которой его квалификация недостаточна (или избыточна). Проблема носит глобальный характер: более трети специалистов в мире (36 %) занимают позиции, не соответствующие их квалификации.
С лёгкой руки китайского социолога Лиан Си в социальной структуре Китая появился новый класс йицу (англ. Ant tribe) — «муравьи». Это «молодые выпускники с низким доходом, которые живут в коммунах». Им от 22 до 29 лет, у них законченное высшее образование, месячный доход около 2 000 юаней и нет гуанси (связей, помогающих в трудоустройстве). По словам Лиан Си, «они умны, трудолюбивы, но никому не известны и мало оплачиваемы».
В Европе избыточное образование возросло к 2008 году, продемонстрировав опережение роста образования в сравнении с развитием технологий, снизивших в своё время к 1990-м годам уровень избыточного образования с 29 % до 21 %. Предположительно, здесь ситуация с избыточным образованием не изменится, и внимание всё больше обращается к новой проблеме — нерастраченным навыкам (англ. overskilling).

## Способы решения проблемы
Сегодня в России предпринимаются меры для выравнивания дисбаланса специалистов следующими способами:
- переобучение и переподготовка сразу после университетской скамьи по востребованным на рынке труда профессиям;
- вузы обязаны вести статистику трудоустроенных выпускников, что скажется на рейтингах университетов;
- сокращение числа учебных заведений и их филиалов в регионах.

Со стороны работников есть запрос на (пере)обучение, и работодатели должны его удовлетворить, поскольку ряд необходимых для работы навыков самостоятельно получить невозможно. По мнению Томаса Кочана, профессора Массачусетского технологического института, в текущих условиях работодателям следует относиться к сотрудникам как к активу, которым нужно управлять, а не как к расходам, которые нужно контролировать. Внедрение и применение в компании программы обучения требует определённых затрат, но это серьёзный вклад в увеличение продуктивности, вовлечённости и лояльности персонала и, как следствие, в прибыльность бизнеса.